# Can Rinsa
Can Rinsa és una obra gòtica d'Arbúcies (Selva) inclosa a l'Inventari del Patrimoni Arquitectònic de Catalunya.

## Descripció
Es tracta d'una casa de tres plantes, amb coberta a dues vessants i caiguda a la façana. Es troba en un extrem de la plaça de la Vila, al vell mig del nucli urbà, prop de l'església parroquial. Forma part d'una de les cases que té arcada amb pòrtic a la planta baixa des d'on s'accedeix a l'habitatge. En aquest cas, l'entrada dona a la planta baixa on hi ha una carnisseria. És per aquesta raó que l'interior és totalment reformat. Es mantenen però algunes obertures de pedra així com l'arcada d'arc de mig punt lleugerament rebaixat de la façana. El més interessant però, és la finestra gòtica, amb arc conopial tardà dentat amb arquets i amb relleus d'hèlix a les impostes i a l'arc, situada a la segona planta de l'edifici. Els cantos de l'edifici i les voltes són de carreus vistos.
Juntament amb la casa del costat, reformada de fa poc i pintada de color teula, formaven un sol habitatge. A l'interior es poden apreciar les obertures tapiades que comuniquen una casa amb l'altra. L'estructura de l'edifici ha canviat, ja que la masia original ara es troba dividia en tres habitatges. De l'interior es conserven les bigues i algunes parts del paviment amb mosaic hidràulic antic, però la majoria ha canviat,
A Can Rinsa, a la planta baixa, darrere la botiga hi ha una cuina i les cambres de refrigeració on es guarda la carn, hi ha una escala al lateral des d'on s'accedeix al primer pis que és un habitatgei al segon que n'és un altr de la mateixa família.
La façana lateral, que dona a la plaça de les olles, és fruit d'una restauració posterior, en la que es va ampliar l'entrada perquè els cotxes poguessin entrar al pati del darrere. Aquesta façana té les obertures envoltades en pedra i balcons de ferro amb elements de vidre de colors. L'únic que es conserva són les dues arcades d'arc de mig punt i carreus de pedra ben tallats. Una d'elles correspon a l'aparador de la botiga, l'altra correspon sota la porxada.
A la part posterior de l'edifici, hi ha annexos de construcció moderna destinats al negoci familiar però destaca un altre edifici fet de rajol que antigament habia estat una fàbrica tèxtil. Després es va utilitzar com a quadres pel bestiar i secador per les pells dels xais a la part de dalt. Actualment és un espai buit i a la part inferior s'ha adaptat una petita sala per laboratori fotogràfic, d'ús particular. Encara existeixen però les menjadores del bestiar.

## Història
Darrere de la casa hi ha un altre edifici que havia sigut propietat d'Agustí Masferrer i utilitzat com a fàbrica tèxtil fins a finals del segle xix i principis del XX, fins que es va obrir la indúctria tèxtil Filatures Lama.